# Casirate d’Adda
Casirate d’Adda ist eine italienische Gemeinde (comune) in der Provinz Bergamo in der Region Lombardei mit 4069 Einwohnern (Stand 31. Dezember 2023).

## Geographie
Casirate d'Adda befindet sich 27 km südwestlich der Provinzhauptstadt Bergamo und 41 km östlich des Zentrums der Metropole Mailand. Der Ort liegt knapp 4 km östlich des Flusses Adda in der Poebene. Die Nachbargemeinden sind Arzago d’Adda, Calvenzano, Cassano d’Adda (MI), Rivolta d’Adda (CR) und Treviglio. Der alte Ortskern liegt erkennbar auf einer Geländestufe, die das Ufer des Lago Gerundio bildete, eines Überschwemmungssees des Adda. Der See wurde schon in langobardischer Zeit trockengelegt.

## Geschichte
Zwar ist aus der Geschichte Oberitaliens in der Antike zu schließen, dass die Gegend am Unterlauf des Adda schon in römischer Zeit landwirtschaftlich genutzt wurde, aber es gibt keinerlei Zeugnisse oder Bodenfunde, die auf die Stelle des heutigen Casirate d'Adda hinweisen. Erstmals erwähnt wird der Ort als „Caseriate“ in einem langobardischen Testament des Jahres 774, in dem Taido, Rat des Königs Desiderius, Güter der Kirche vermacht. Daraus geht hervor, dass schon damals in Casirate eine der Jungfrau Maria geweihte Kirche stand. Casirate gehörte zum Herzogtum Treviglio bis 1186, als Kaiser Barbarossa das Feudum Mailand zuschlug. Casirate teilte dann über Jahrhunderte das Schicksal des Herzogtums Mailand. Die Napoleonische Besetzung zog neue Verwaltungsgrenzen, Casirate kam zum neugeschaffenen Département de l'Adda, dessen Hauptort Bergamo wurde. Daran änderten sich nur noch die Namen, heute gehört Casirate zur Provinz Bergamo.
Im Jahr 1974 fanden Probebohrungen des italienischen Ölkonzerns ENI statt, die auf Öl stießen, aber die Lagerstätte war zu klein, als dass sich eine Erschließung und Ausbeutung gelohnt hätte.

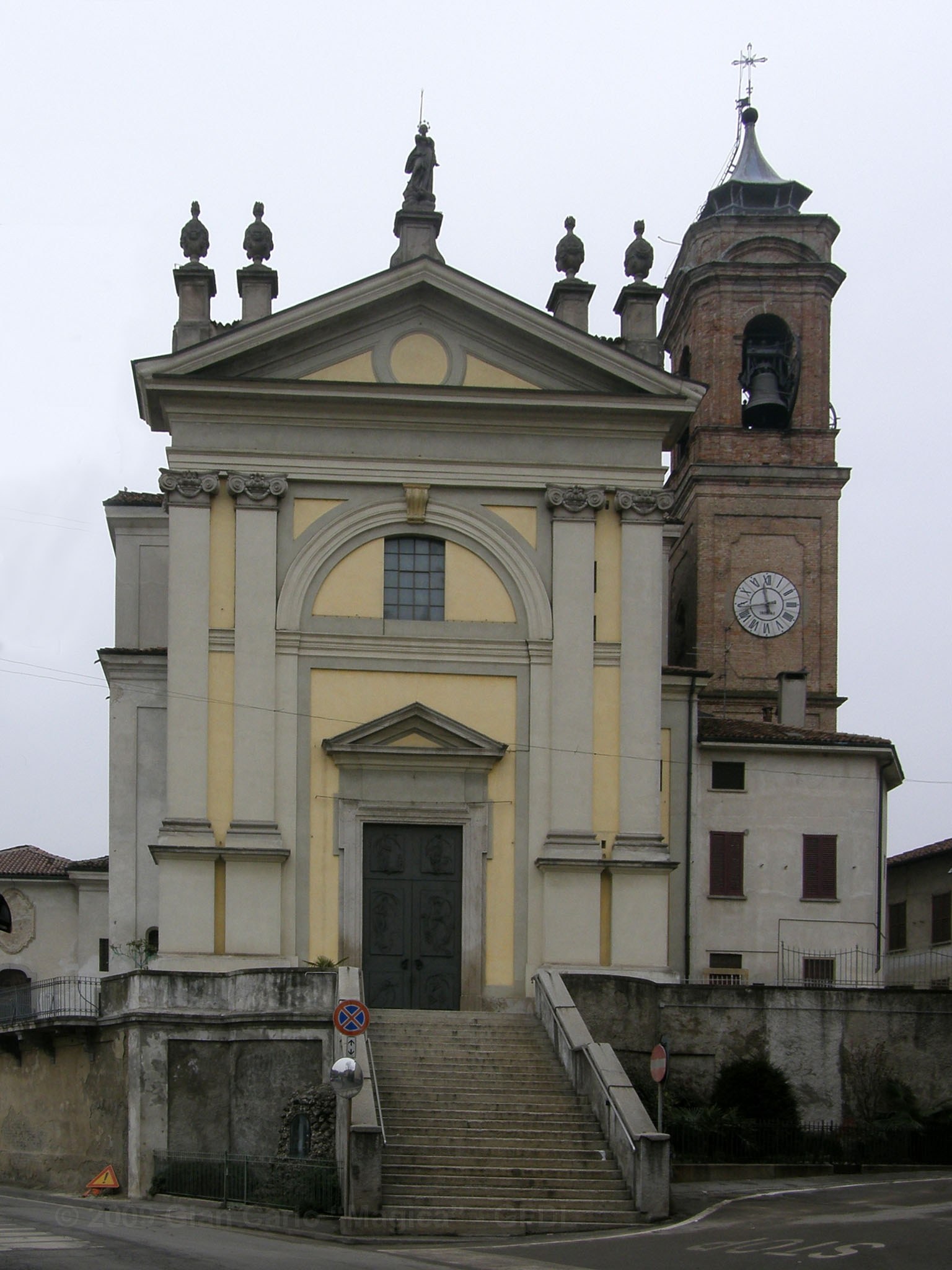
Kirche Santa Maria Immacolata

## Bemerkenswerte Bauten
- Die Pfarrkirche Santa Maria Immacolata, erbaut 1790 an der Stelle einer abgebrochenen Vorgängerkirche, ist ein klassizistischer Bau, im Inneren ist er mit Fresken und Altarbildern lokaler Künstler des frühen 19. Jahrhunderts geschmückt.

- Die Kirche San Rocco al Lazzaretto liegt im Süden des Ortes. Sie stammt aus dem 18. Jahrhundert und wurde vor kurzem  restauriert.

- Der Palazzo Paladini (auch Villa Menclozzi Paladini)[3] ist ein Renaissancebau, der auch von historischem Interesse ist: Hier wurde Enrichetta Blondel geboren, die Ehefrau des Schriftstellers Alessandro Manzoni.

- Der Palazzo Ranieri-Paladini entstand erst im 19. Jahrhundert im Auftrag des Erzherzogs Ranieri, eines Verwandten des Königs Carlo Alberto.

## Verkehr
Durch die Gemeinde führt die frühere Staatsstraße 472 (seit 2001 Provinzialstraße) von Treviglio nach Lodi.